# Silvana Tirinzoni
Silvana Tirinzoni, född 25 juni 1979 i Dielsdorf, är en schweizisk curlingspelare som representerar det schweiziska landslaget.

## Biografi
Silvana Tirinzoni medverkade vid de olympiska vinterspelen 2018 där hon och laget kom på en sjunde plats. Vid de olympiska vinterspelen 2022 kom hon och laget på en fjärde plats. Hon har medverkat i åtta VM-turneringar och lika många europamästerskap. I VM har hon tagit fyra guld och ett silver och i EM har hon tagit två guld, två silver och ett brons.